# Пыль на ботинках
«Пыль на ботинках» — второй студийный альбом группы «Вежливый отказ», выпущенный в 1987 году.

## История создания
После записи магнитоальбома «Опера-86» коллектив покидает один из его основателей, Пётр Плавинский. В связи с этим в группе происходят перестановки: основным вокалистом становится Роман Суслов, а занимавший ранее эту должность Дмитрий Шумилов перемещается на клавиши.
Премьера новой программы с текстами Аркадия Семёнова и Гора Оганисяна (они же становятся шоуменами), состоялась в Московской рок-лаборатории в декабре 1986 года.
В концертных выступлениях того периода группа делает акцент на сценическом действе. Так Аркадий Семенов в начале выступления читал свои стихи, сочетая это с экспрессивной жестикуляцией, а Гор Оганисян играл на скрипке и мелодике при помощи куска сырого мяса и рвал его зубами.

## Список композиций
1. Летаргический сон
2. Помощник
3. Голодная песня
4. В чужих озёрах сна
5. Эй!
6. Прощание
7. Рыба

## Участники записи
- Роман Суслов — соло-гитара, соло, вокал
- Дмитрий Шумилов — клавишные, аккордеон, вокал (1, 4)
- Владимир Давыдов — саксофон
- Михаил Верещагин — бас
- Михаил Митин — ударные

## Авторы текстов
- Гор Оганисян — 1, 3, 6
- Аркадий Семёнов — 2, 5
- Пётр Плавинский — 4
- Роман Суслов — 7